# Пандолфо II Малатеста
Вижте пояснителната страница за други личности с името Пандолфо Малатеста.
Пандолфо II Малатеста (на италиански: Pandolfo II Malatesta, * 1325, † януари 1373, Пезаро, Папска държава) от рода Малатеста е кондотиер, подест на Пезаро (1347 – 1373). Приятел е на Франческо Петрарка.

## Произход
Той е първороден син на Малатеста III Малатеста (* 1299, † 1364), господар на Пезаро (1326 – 1330, 1333 – 1340), Римини (1335 – 1363), Анкона, Асколи Пичено, Католика, Фосомброне, Градара, Йези, Озимо и Реканати, и на съпругата му Костанца Ондедеи, или вероятно е извънбрачен негов син от неизвестна жена. Внук е на Пандолфо I Малатеста. Има един брат и шест сестри:
- Тадеа († 1363), съпруга на Джовани дели Орделафи
- Катерина, съпруга на Лудовико дели Орделафи
- Малатеста Унгаро, роден Галеото (* 1327, † 1375), господар на Римини и на Йези, съпруг на Виоланта д'Есте и на Костанца д'Есте
- Симона, монахиня в Санта Еуфемия
- Микелина, наречена Мелкина, съпруга на Роберто Алдозио
- Джиневра (* 1350, † 1364), съпруга на Гуидо II Гонзага господар на Новелара
- Томаза, вероятна съпруга на Обицо Пеполи

Има и двама природени братя, сред които Леале († 1400), узаконен 1363, епископ на Пезаро 1370, епископ на Римини (1373 – 1400).

## Биография
През 1347 г. той е подест на Пезаро за баща си – пост, който заема до смъртта си.
Участва във войната, водена от семейството му срещу Църквата за притежание на Анконската марка. Принуден е да се унижи пред папския легат в Губио, когато е сключен мирът, за да бъдат премахнати различните отлъчвания от Църквата.
Служи на Галеацо II Висконти като кавалерийски капитан и се бие срещу милициите на император Карл IV, допринасяйки за миланската победа при Маргото над река Тичино. През 1356 г. повежда армията на Висконти при първата и злощастна обсада на Павия. Той има пълното доверие на Галеацо, но Бернабо Висконти, който споделя господството с брат си, го мрази толкова много, че го удря с меча си, докато Пандолфо е коленичил за поздрав. Пандолфо успява да се защити, но Бернабо нарежда да го обезглавят. Галеацо го спасява и го връща обратно в Пезаро. След това Пандолфо прави поклонение в Светите земи. След като се връща в Пезаро, следва кардинал Еджидио Алборноз при обсадата на Чезена и принуждава Марция дели Орделафи да капитулира.
През 1358 г. е извикан от флорентинците за техен военен капитан, за да се бие с бандите наемници. Те напускат територията, без да проливат кръв, изплашени пред считания за голям кондотиер Пандолфо. През 1358 г. също няма кръвопролития, макар че водачът на наемниците Граф Ландо (Конрад фон Ландау) му праща окървавената си нарязана ръкавица върху бодил, за да го предизвика. Флорентинците го почитат за това, че е избегнал кръвопролитие, и затова, че не е предизвикал пизанците, които биха могли да направят големи бели за Флоренция. Така че когато през 1366 г. сключват съюз със Сиена, Арецо и с Бартоломео Казали, господар на Кортона, те правят Пандолфо капитан на обединената армия за първите шест месеца.
След това той служи на кардинал Алборноз срещу Бернабо Висконти, подчинява замъците Кориналдо, Боскарето и Монтеново (днешен Остра Ветере), които се бунтуват срещу Църквата, и ги разграбва и унищожава. Воюва за Църквата срещу Бернабо Висконти в Романя и Ломбардия до мира през 1363 г.
След това Пандолфо се връща със сто конници и сто пехотинци на служба при флорентинците във войната срещу пизанците. Междувременно предлага себе си за господар на Флоренция и за тази цел започва да действа така че да постави републиката в сериозни затруднения: напр. в битката при Валдарно ди сопра, след като превземат Анчиза и печелейки навсякъде, пизанците заставят под градските стени, докато Пандолфо е във Флоренция, посветен на любовта си с жена от сем. Фрескобалди. Отчаяните флорентинци му предлагат да стане капитан на техните милиции. Пандолфо отказва и иска да поеме върховната власт над целия град. Той е на път да я получи, но на това е попречено от гласа на Симоне Перуци във Флорентинския съвет. Пандолфо все пак приема позицията на капитан, укрепва стените, но позволява на враговете да разрушат Кианти и Казентино и да се доближат до Флоренция. Порицан за поведението си, след три месеца на затишие военните действия се възобновяват. През февруари 1364 г. той напредва в Муджело, укрепява Борго Сан Лоренцо и предотвратява преминаването на пизанците по-нататък, но не иска или може би не успява да пресече пътя им за отстъпление. Колкото и да се опитва да оправдае поведението си, Флоренция се сбогува с него и той е изпратен обратно в Пезаро. Оттогава нататък не участва в други военни начинания и се посвещава на управлението на Пезаро.
През 1367 г. отива да почете папа Урбан V във Витербо и го придружава при тържественото му влизане в Рим. През 1368 г. отива в Падуа, за да поздрави император Карл IV, дошъл в Италия по претекст да воюва с Висконти. Той следва императора до Мантуа.

## Приятелство с Франческо Петрарка
Пандолфо II изпитва голямо уважение към Франческо Петрарка, някои от чиито творби познава, и изпраща на свои разноски художник да нарисува портрета му. След това отива в Милано, където Петрарка е временно, за да се запознае с него, и често му ходи на гости. Когато Пандолфо се разболява, Петрарка го посещава всеки ден и когато Пандолфо оздравява, но не може все още да ходи, нарежда да го занесат на ръце в къщата на поета и иска да му се нарисува нов портрет, понеже е недоволен от първия.
През 1372 г., по време на чумата в района на Падуа, Пандолфо II кани Петрарка в Пезаро, но поетът отказва, понеже не иска да напусне любимата си вила в Аркуа. През 1373 г., понеже избухва война между венецианците и господарите на Падуа, той му изпраща коне и мъже да го ескортират до Пезаро, но Петрарка не тръгва, извинявайки се с лошото си здраве и обещава да го посети напролет. Това обаче не се осъществява, понеже Пандолфо II умира през януари 1373 г.

## Брак и потомство
Жени се два пъти:
∞ 1. 1331 за Лупа Франческа Булгарели, дъщеря на Бернардо Булгарели, граф на Маршано
∞ 2. 1362 за Паола Орсини († 6 февруари 1371), дъщеря на Бертолдо Орсини, сенатор на Рим и викарий на Робер Анжуйски, основателка на болницата „Санта Мария“ в Пезаро, от която има един син и две дъщери:
- Малатеста IV Малатеста (* 1370, † 1429), кондотиер, капитан на народа, господар на Пезаро (1381 – 1429), Фосомброне, Фрата Тодина, Градара, Йези, Тоди, Нарни, Орте и Акуаспарта; ∞ за Елизабета да Варано (* 1367, † 1405), дъщеря на Родолфо II да Варано, господар на Камерино, от която има четирима сина и три дъщери
- Елизабета Малатеста, ∞ за Родолфо III да Варано, господар на Камерино, от когото има трима сина и шест дъщери
- Паола Бианка Малатеста († 15 януари 1399, Фано), ∞ 1. 22 ноември 1379 за Синибалдо Орделафи (* 1336, † 28 октомври 1386), господар на Форли, от когото няма деца 2. за братовчед си Пандолфо III Малатеста Велики (* 2 януари 1370, † 3 октомври 1427, Фано), господар на Фано и кондотиер, от когото няма деца.

Преди да се омъжи за Паола, той моли Петрарка за съвет дали да си вземе жена и ако да, дали тя да е от близък град, а поетът в писмо от 11 септември 1362 г. му отговаря положително и го съветва да си я вземе от далечен. При смъртта ѝ Петрарка праща съболезнователно писмо, в което я възхвалява.
Пандолфо II има и двама извънбрачни сина, на които оставя издръжка:
- Джовани Малатеста
- Франческо Малатеста